# Tsuyoshi Tanikawa
Tsuyoshi Tanikawa (født 25. april 1980) er en tidligere japansk fodboldspiller.
Han har spillet for flere forskellige klubber i sin karriere, herunder Shimizu S-Pulse, Ventforet Kofu og Mito HollyHock.